# Rob Elliot
Robert "Rob" Elliot (sinh ngày 30 tháng 4 năm 1986), là cầu thủ bóng đá người Anh được sinh ra ở Ireland, hiện đang chơi ở Giải bóng đá ngoại hạng Anh cho câu lạc bộ Newcastle United trong vị trí thủ môn.

## Thống kê sự nghiệp

### Câu lạc bộ
Tính đến 4 tháng 11 năm 2017
| Câu lạc bộ                | Mùa giải            | Giải đấu            | Giải đấu      | Giải đấu     | FA Cup        | FA Cup       | League Cup    | League Cup   | Khác          | Khác         | Tổng cộng     | Tổng cộng    |
| Câu lạc bộ                | Mùa giải            | Giải đấu            | Số lần ra sân | Số bàn thắng | Số lần ra sân | Số bàn thắng | Số lần ra sân | Số bàn thắng | Số lần ra sân | Số bàn thắng | Số lần ra sân | Số bàn thắng |
| ------------------------- | ------------------- | ------------------- | ------------- | ------------ | ------------- | ------------ | ------------- | ------------ | ------------- | ------------ | ------------- | ------------ |
| Charlton Athletic         | 2004–05             | Premier League      | 0             | 0            | 0             | 0            | 0             | 0            | 0             | 0            | 0             | 0            |
| Charlton Athletic         | 2005–06             | Premier League      | 0             | 0            | 0             | 0            | 0             | 0            | 0             | 0            | 0             | 0            |
| Charlton Athletic         | 2006–07             | Premier League      | 0             | 0            | 0             | 0            | 0             | 0            | 0             | 0            | 0             | 0            |
| Charlton Athletic         | 2007–08             | Championship        | 1             | 0            | 0             | 0            | 0             | 0            | 0             | 0            | 1             | 0            |
| Charlton Athletic         | 2008–09             | Championship        | 23            | 0            | 1             | 0            | 2             | 0            | 0             | 0            | 26            | 0            |
| Charlton Athletic         | 2009–10             | League One          | 33            | 0            | 0             | 0            | 1             | 0            | 1             | 0            | 35            | 0            |
| Charlton Athletic         | 2010–11             | League One          | 35            | 0            | 5             | 0            | 0             | 0            | 3             | 0            | 43            | 0            |
| Charlton Athletic         | 2011–12             | League One          | 4             | 0            | 0             | 0            | 1             | 0            | 0             | 0            | 5             | 0            |
| Charlton Athletic         | Tổng cộng           | Tổng cộng           | 96            | 0            | 6             | 0            | 4             | 0            | 4             | 0            | 110           | 0            |
| Notts County (mượn)       | 2004–05             | League Two          | 4             | 0            | 0             | 0            | 0             | 0            | 0             | 0            | 4             | 0            |
| Notts County (mượn)       | Tổng cộng           | Tổng cộng           | 4             | 0            | 0             | 0            | 0             | 0            | 0             | 0            | 4             | 0            |
| Accrington Stanley (mượn) | 2005–06             | Conference Premier  | 23            | 0            | 0             | 0            | 0             | 0            | 0             | 0            | 23            | 0            |
| Accrington Stanley (mượn) | 2006–07             | League Two          | 7             | 0            | 0             | 0            | 1             | 0            | 3             | 0            | 11            | 0            |
| Accrington Stanley (mượn) | Tổng cộng           | Tổng cộng           | 30            | 0            | 0             | 0            | 1             | 0            | 3             | 0            | 34            | 0            |
| Newcastle United          | 2011–12             | Premier League      | 0             | 0            | 0             | 0            | 1             | 0            | 0             | 0            | 1             | 0            |
| Newcastle United          | 2012–13             | Premier League      | 10            | 0            | 1             | 0            | 1             | 0            | 5             | 0            | 17            | 0            |
| Newcastle United          | 2013–14             | Premier League      | 2             | 0            | 1             | 0            | 1             | 0            | 0             | 0            | 4             | 0            |
| Newcastle United          | 2014–15             | Premier League      | 4             | 0            | 0             | 0            | 2             | 0            | 0             | 0            | 6             | 0            |
| Newcastle United          | 2015–16             | Premier League      | 20            | 0            | 1             | 0            | 0             | 0            | 0             | 0            | 21            | 0            |
| Newcastle United          | 2016–17             | Championship        | 3             | 0            | 0             | 0            | 0             | 0            | 0             | 0            | 3             | 0            |
| Newcastle United          | 2017–18             | Premier League      | 11            | 0            | 0             | 0            | 0             | 0            | 0             | 0            | 11            | 0            |
| Newcastle United          | Tổng cộng           | Tổng cộng           | 50            | 0            | 3             | 0            | 5             | 0            | 5             | 0            | 62            | 0            |
| Tổng cộng sự nghiệp       | Tổng cộng sự nghiệp | Tổng cộng sự nghiệp | 180           | 0            | 9             | 0            | 10            | 0            | 12            | 0            | 210           | 0            |

1. ↑  Bao gồm Football League Trophy và UEFA Europa League.

### Đội tuyển quốc gia
Tính đến ngày 29 tháng 3 năm 2016.
| Đội tuyển quốc gia Ireland | Đội tuyển quốc gia Ireland | Đội tuyển quốc gia Ireland |
| Năm                        | Số lần ra sân              | Số bàn thắng               |
| -------------------------- | -------------------------- | -------------------------- |
| 2014                       | 3                          | 0                          |
| 2016                       | 1                          | 0                          |
| Tổng cộng                  | 4                          | 0                          |

## Danh hiệu
- Conference National: 2006